# Herb gminy Pionki
Herb gminy Pionki – jeden z symboli gminy Pionki, autorstwa Kamila Wójcikowskiego i Roberta Fidury, ustanowiony 18 grudnia 2017.

## Wygląd i symbolika
Herb przedstawia na tarczy w polu czerwonym jodłę złotą, nad którą z prawej trzy takież kule, 1 na 2, z lewej takaż głowa łani z szyją, w którą wbita strzała.
Trzy kule oraz głowa łani nawiązują do wezwań najstarszych kościołów parafialnych na terenie gminy Pionki, tzn. Św. Mikołaja w Jedlni (trzy kule) oraz Św. Idziego w Suchej (głowa łani, w nawiązaniu do legendy o Św. Idzim). Jodła symbolizuje historycznie najważniejszą miejscowość gminy, tzn. Jedlnię oraz Puszczę Kozienicką. Głowa łani oraz łowiecki charakter legendy o Św. Idzim może przypominać funkcję Jedlni jako dworu łowieckiego królów Polski. Barwa czerwona tarczy wskazuje na królewską rezydencję w Jedlni, zaś złota godeł może przywodzić na myśl bartnictwo, jako jedno z zajęć mieszkańców Puszczy.